# Motu Hafoka
Motu Hafoka (ur. 13 marca 1987, zm. 30 czerwca 2012) – samoański piłkarz występujący na pozycji bramkarza. W 2012 roku wziął udział w Pucharze Narodów Oceanii.